# Ardina

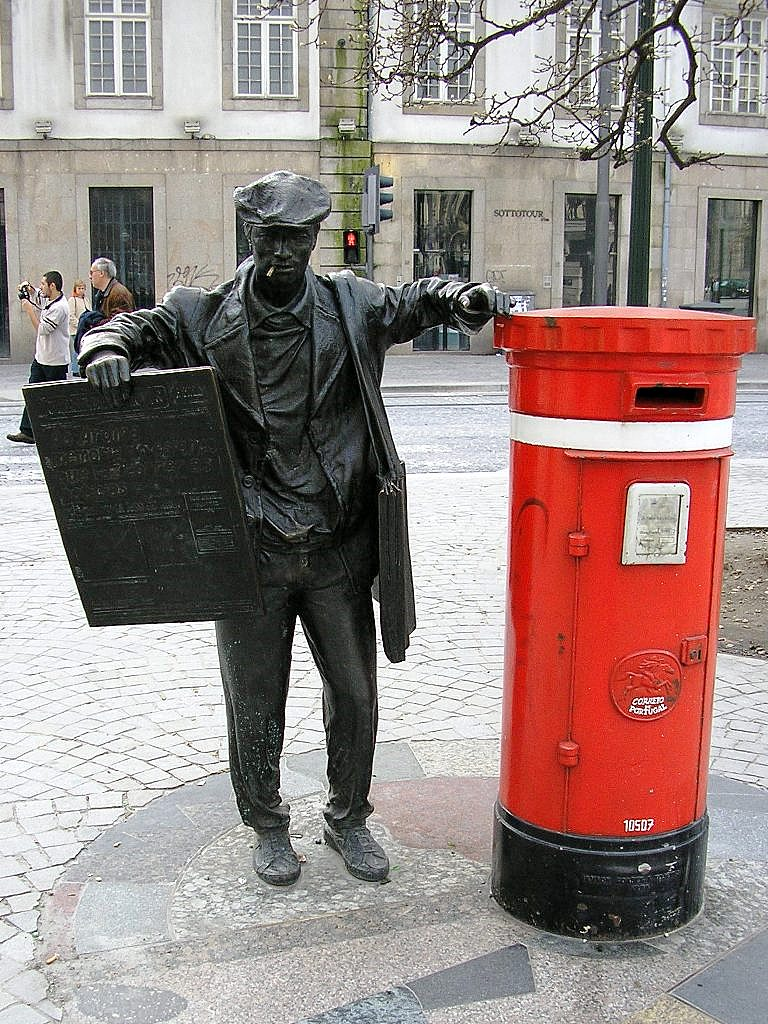
Estátua de um ardina no Porto, Portugal (obra de Manoel Dias)

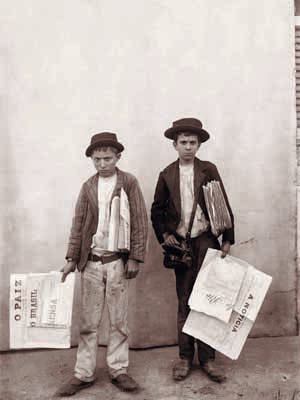
Vendedores de jornal no Rio de Janeiro, Brasil. Foto de 1899 por Marc Ferrez

O ardina é um vendedor de jornais de rua que apregoando a notícia chama a atenção do potencial cliente. Figura muito retratada por artistas e muito popular pela sua exposição publica, a sua origem  perde-se nos tempos e remete à "notícia" que corria de boca em boca. O ardina difere do atual distribuidor de jornais gratuitos.
Preteridos pelo aparecimento de quiosques e outros meios de distribuição, já raramente se encontram ardinas pelas ruas de Lisboa, que apregoavam a manchete do dia, e a informação fonte do seu sustento.